# Gallertiger Zitterzahn
Der Gallertige Zitterzahn oder kurz Zitterzahn (Pseudohydnum gelatinosum), auch Eispilz, Eiszitterpilz oder Gallertstacheling genannt, ist eine Pilzart aus der Ordnung der Ohrlappenpilzartigen (Auriculariales) mit unklarer Familienzugehörigkeit. Wegen der Stacheln auf der Hutunterseite zählt er zur nicht-systematischen Gruppe der Stachelpilze. Er tritt in unterschiedlichen Farbvarianten von rein weiß bis fast schwarz auf. Die Fruchtkörper sind essbar, aber geschmacklos.

## Merkmale

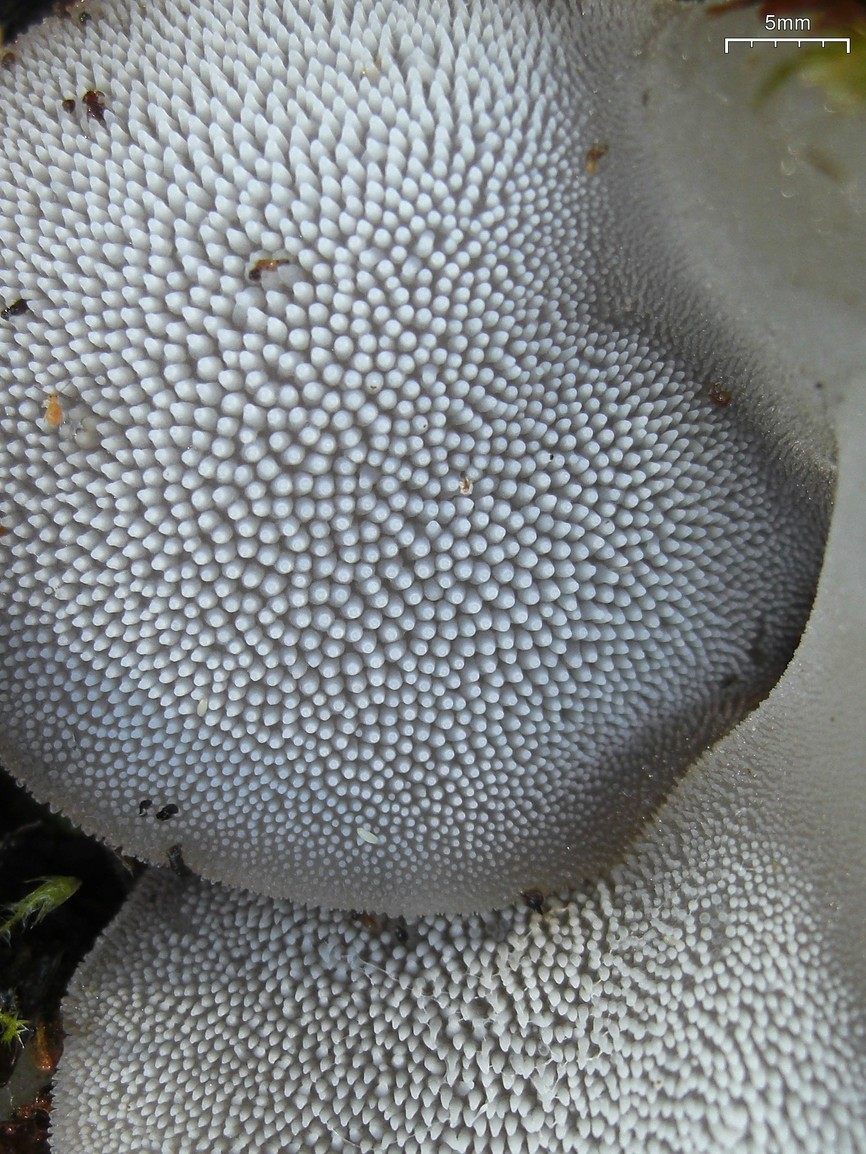
Die Unterseite des Zitterzahns ist stachelig ausgeprägt.

### Makroskopische Merkmale
Die gallertartig-gelatinösen Fruchtkörper wachsen oft dachziegelartig übereinander und sind halbkreis- bis muschelförmig; selten treten sie einzeln auf. Der Hut ist 2–8 cm lang beziehungsweise breit und 1–1,5 cm dick. Die Oberfläche kann weiß, weißlich-grau bis graubräunlich, aber auch violett- bis schwarzbraun oder annähernd schwarz gefärbt sein. Sie ist körnig-warzig strukturiert. Die Unterseite weist 1–4 mm lange „Stacheln“ auf. Das Sporenpulver ist weiß. Der Stiel befindet sich meist seitlich; selten kann er auch zentral sitzen oder ganz fehlen. Er ist weißlich-grau bis graubräunlich gefärbt. Das Fleisch (Trama) besitzt keinen Eigengeschmack.

### Mikroskopische Merkmale
Die breit ellipsoiden bis fast runden, glattwandigen Sporen sind 5,3–9 × 4,9–7,6 Mikrometer groß. Die Sporenständer (Basidien) sind vierzellig (längs geteilt) und besitzen bis zu 25 Mikrometer lange Sterigmen. Dazwischen sind zahlreiche Hyphidien zu finden. Auf der Hutoberfläche befinden sich 4–15 Mikrometer dicke Härchen. Das Hyphensystem ist monomitisch, die Hyphen sind dünnwandig, verwoben und haben keine Schnallen.

### Variabilität
Da beim Zitterzahn mehrere Ausprägungen von Farbvarianten beobachtet werden können, lässt sich vermuten, dass diese durch ökologische, jahreszeitliche oder altersbedingte Faktoren hervorgerufen werden. Dies wurde jedoch bisher nicht bestätigt. Fruchtkörper mit unterschiedlichen Farbnuancen können am gleichen Substrat, zur gleichen Zeit und bei jungen wie alten Exemplaren auftreten.

## Ökologie und Phänologie

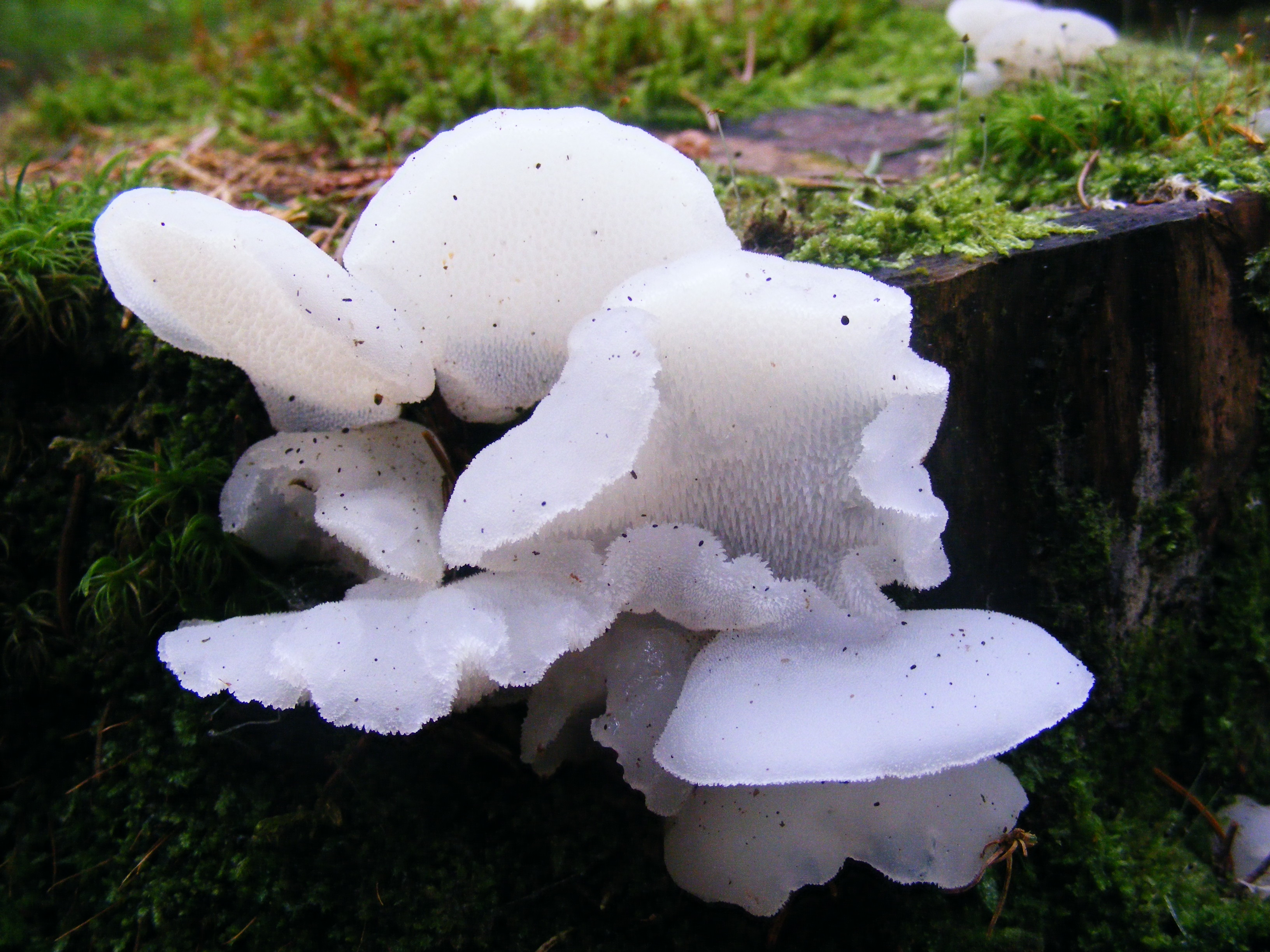
Weiß gefärbte Fruchtkörper an dem morschen, durchfeuchteten Holz eines bemoosten Baumstumpfs

Der Zitterzahn ist in feuchten Nadel- und Mischwäldern, wie beispielsweise an Nordhängen und in feuchten Schluchten, zu finden. Er wächst als Saprobiont auf morschem bis verrottetem Holz; gern auf feucht liegenden Stämmen und Stümpfen, aber auch auf kleineren Holzstücken am Boden. Bevorzugtes Substrat ist Nadelholz, vor allem von Fichten und außerdem Kiefern und Tannen. Sehr selten kann er auch auf Laubholz vorkommen.
Die Fruchtkörper erscheinen von Ende Juli bis Anfang November und teilweise auch im Dezember. Einzelne Exemplare können in geschützten Lagen bis in den April auftreten.

## Verbreitung und Systematik
Die Gattung Pseudohydnum ist sehr weit verbreitet und in der Holarktis, in Mittel- und Südamerika, in Südostasien und Neuseeland zu finden. Außerhalb der Holarktis sind Zitterzähne in Amerika in Mexiko, Panama, Brasilien und Kolumbien, wo sie meist auf tropischen Laubhölzern wachsen, sowie in Asien in China, Vietnam und Indonesien anzutreffen. Innerhalb der Holarktis sind sie submeridional bis temperat und ozeanisch-subozeanisch verbreitet. So sind sie in Nordamerika in Kanada und in den USA, in Asien in Japan und Südostsibirien sowie in Europa anzutreffen.
Während früher alle diese Vorkommen als eine einzige Art, Pseudohydnum gelatinosum, betrachtet wurden, zeigten größere morphologische Unterschiede sowie phylogenetische Analysen, dass es sich um verschiedene Arten mit unterschiedlicher Verbreitung handelt. Aktuell (Stand 2024) werden mindestens 14 Arten unterschieden, von denen der Zitterzahn im engeren Sinn (Pseudohydnum gelatinosum s. str.) in Europa und in Teilen Asiens (Ural, Sibirien, Russischer Ferner Osten) verbreitet ist.
In Europa ist der Pilz in Mittel- und Osteuropa weit verbreitet. Das Verbreitungsgebiet reicht von Großbritannien und Frankreich bis nach Ostpolen und das ehemalige Ostpreußen. In den Süden erstreckt sich das Vorkommen bis nach Italien, Griechenland (wo der Pilz sehr selten ist) und in die westliche Ukraine. Nach Norden reicht die Verbreitung zu den Hebriden und Fennoskandinavien. Dort kommt er bis über den 60. Breitengrad recht häufig vor, nimmt aber bis zum 50. Breitengrad schnell ab.
In Deutschland findet sich von der Küste bis in die Alpen eine relativ gleichmäßige Verbreitung. In den Alpen ist der Pilz bis in eine Höhe von 1300, manchmal auch bis 1500 Metern über dem Meeresspiegel anzutreffen.

## Artabgrenzung
Der Zitterzahn ist der einzige Gallertpilz unter den Stachelpilzen und daher gut von Pilzen anderer Gattungen abzugrenzen. Junge Fruchtkörper, die noch keine Stacheln besitzen, können mit weißlichen Drüslingen verwechselt werden.
2023 wurde mit Pseudohydnum alienum eine weitere europäische Art der Gattung beschrieben, die bisher in Finnland, Georgien und dem Russischen Kaukasus nachgewiesen wurde. Sie unterscheidet sich durch kleinere Fruchtkörper mit bis zu 2 Zentimetern Durchmesser sowie andere mikroskopische Merkmale (schmalere Hyphen und Hyphidien und palisadenförmig angeordnete Basidien). Andere ähnliche Arten der Gattung wurden in Europa bisher nicht nachgewiesen.

## Bedeutung
Der Zitterpilz gilt als essbar und kann sogar roh als Salat gegessen werden. Allerdings ist dies wegen einer möglichen Ansteckung mit dem Fuchsbandwurm bedenklich. Daher sollte der Pilz vorher zumindest kurz überbrüht werden.